# Mikołaj (Ziorow)
Nikołaj, imię świeckie Michaił Zacharowicz Ziorow (ur. 9 maja?/21 maja 1851 w Nowomyrhorodzie, zm. 7 grudnia?/20 grudnia 1915 w Piotrogrodzie) – biskup Rosyjskiego Kościoła Prawosławnego. 

## Życiorys
Urodził się w rodzinie kapłana prawosławnego. Uczył się w gimnazjum w Złatopolu, a następnie ukończył seminarium duchowne w Odessie. Po uzyskaniu dyplomu kontynuował studia teologiczne w Moskiewskiej Akademii Duchownej, gdzie uzyskał tytuł kandydata teologii. Natychmiast po ukończeniu nauki w 1875 został nauczycielem w seminarium duchownym w Riazaniu. W latach 1883–1885 zastępował inspektora seminarium duchownego w Wołogdzie, zaś w latach 1885–1887 był inspektorem seminarium w Mohylewie. 25 września 1887 złożył wieczyste śluby zakonne, zaś 1 października tego samego roku został hieromnichem. 16 listopada mianowany rektorem seminarium w Mohylewie, sześć lat później otrzymał godność archimandryty. Dwa lata później został przeniesiony na stanowisko rektora seminarium w Tyflisie.
14 września 1891 został biskupem Aleutów i Alaski, na której to katedrze pozostawał do 1898, kiedy otrzymał godność biskupa taurydzkiego i symferopolskiego. Przyczynił się do znacznego rozwoju struktur prawosławnych w Stanach Zjednoczonych. Szczególnie rozwinął działalność misyjną Kościoła wśród emigrantów rusińskich w USA, popierając proces masowych konwersji grekokatolików na prawosławie. 
26 marca 1905 został wyświęcony na arcybiskupa twerskiego i kaszyńskiego, jednak z powodu choroby nigdy nie objął swoich obowiązków. Przebywał w tym czasie w jednym z monasterów eparchii taurydzkiej. 15 czerwca 1906 został wybrany jednym z reprezentantów duchowieństwa w Radzie Państwa, w 1912 wybrany na drugą kadencję. Wcześniej, 5 kwietnia 1908, opuścił monaster i został arcybiskupem warszawskim i nadwiślańskim. 
Ewakuowany z Warszawy na fali bieżeństwa w 1915, nie udał się razem z konsystorzem eparchii warszawskiej do Moskwy, lecz zamieszkał w Piotrogrodzie, w monasterskiej placówce filialnej Świątobliwego Synodu Rządzącego przy ul. Podjaczeskiej i tam zmarł w grudniu tego samego roku.